# Olszowiec
Olszowiec [pronunciación en polaco: /ɔlˈʂɔvjɛt͡s/] es un asentamiento en el distrito administrativo de Gmina Kodrąb, dentro del condado de Radomsko, Voivodato de Łódź, en el centro de Polonia. Se encuentra a unos 2 kilómetros al noroeste de Kodrąb, 13 kilómetros al este de Radomsko, y a 76 kilómetros al sur de la capital regional Łódź.